# El caso Huayanay: testimonio de parte
El caso Huayanay: testimonio de parte es una película peruana de drama centrada en la vida rural, dirigida por Federico García Hurtado. La película cuenta con la participación de Hugo Álvarez, Jaime Prada, Edwin Segovia, Lucio Gala, Toribio Taype, Pedro Gala, Alfonso Zuasnábar, y los comuneros de Huayanay.

## Argumento o sinopsis
Este es un relatoficticio basado en el famoso "Caso Huayanay", que resaltó la constante confrontación entre el país oficial y el país real. El "país oficial" se refiere a las instituciones del Estado, las leyes formales, el gobierno central y sus políticas. El "país real", por otro lado, hace referencia a la vida cotidiana de la mayoría de la población, especialmente en las áreas rurales y entre las comunidades marginadas. Además, los habitantes de una remota zona de Huancavelica, en los Andes centrales, aplican sus propios códigos de justicia al ejecutar a un ladrón de ganado, responsable de numerosos delitos y abusos contra los indígenas. Desobedeciendo todas las advertencias de las autoridades comunales, el bandido es sentenciado a muerte y ejecutado según las antiguas tradiciones de la comunidad. Los comuneros asumen la responsabilidad colectiva de estos actos y se enfrentan a la justicia oficial que los castiga con severidad.

## Reparto

### Intérpretes principales
- Crispin: Edwin Segovia
- Méscua: Jaime Prada
- Sobrino: Fico Garcia G.
- Maestra: Irma Bendezu
- Gumercindo: Lucia Gala
- Comunera: Gregoria Palomino
- Narrador: Rodolfo Saldaña

### Colaboración especial
- Grupo Teatro Popular Instituto Nacional de Cultura Filial de Huancavelica.

- Hugo Alvarez: En el papel del abigeo Matias Escobar. Su participación en la película "El caso de Huayanay" lo ha consolidado como una figura destacada en la industria cinematográfica peruana, donde ha demostrado su capacidad para captar la esencia de sus personajes y ofrecer actuaciones memorables.

## Premios y nominaciones
- Catalina de Oro en el Festival de Cartagena, Colombia, 1981. La Catalina de Oro es el galardón máximo del Festival Internacional de Cine de Cartagena de Indias, uno de los eventos más destacados del cine en América Latina. Este premio se otorga a la película que, según el criterio del jurado, exhibe la mayor excelencia artística, narrativa y técnica entre las obras en competencia.
- Premio Especial del Jurado en el Festival de Moscú, 1981. El Festival Internacional de Cine de Moscú, uno de los festivales de cine más antiguos del mundo, concede el Premio Especial del Jurado a una película que, si bien puede no ser la ganadora absoluta, es destacada por su innovación artística, su profundidad temática o su contribución al desarrollo del cine.
- Premio de la Crítica Cinematográfica de Moscú, 1981.Este reconocimiento, parte del Festival Internacional de Cine de Moscú, es otorgado por la crítica especializada en cine. El Premio de la Crítica Cinematográfica se concede a la película que, según el juicio de los críticos, destaca por su excelencia cinematográfica, su habilidad para provocar reflexión y su impacto en la audiencia y en el medio cinematográfico en general.

### Presentaciones especiales
- El filme[3] ha sido presentado en diversos festivales y muestras cinematográficas a nivel internacional, incluyendo Los Ángeles, EE. UU.; Quito, Ecuador; La Habana, Cuba; así como en las muestras de cine andino de Quito y Cuzco. Además, ha sido invitada especialmente a eventos como el Instituto Catalán de Cooperación Iberoamericana de Barcelona, la Universidad Pompeu Fabra de la misma ciudad, la Muestra de Cine Indígena de Valladolid y la Casa de América, España. También fue invitada a la Casa de Cultura de Montilla y la Universidad de La Coruña en Galicia. Así mismo, en su proyección en Perú, la película se exhibió comercialmente en Suiza a través de la distribuidora Cactus Film (Zúrich) entre 1982 y 1983. Destacando su alcance global, la Universidad de Auckland en Nueva Zelanda seleccionó la película en 2002 para explorar la cosmovisión andina.

## Antecedentes teóricos y contextuales

### Identidades y alteridades étnicas
- La distinción entre "nosotros" y "el otro" en el contexto de las identidades y alteridades étnicas, no solo establece fronteras culturales en la sociedad, sino que también moldea las identidades grupales y sus relaciones con aquellos percibidos como diferentes.[4] Por lo que, el proceso de demarcación identitaria es dinámico y complejo, influenciado por una variedad de prácticas sociales en constante confrontación y reformulación. En el caso específico de Huayanay,[5] esta tensión entre lo propio y lo ajeno se evidencia en la relación entre los indígenas y los hacendados, representados por Eustaquio y Matías César respectivamente. Eustaquio personifica la identidad indígena, caracterizada por la honestidad, el trabajo arduo y la solidaridad comunitaria. Por otro lado, Matías César encarna la figura del hacendado, asociada con la riqueza, la corrupción y la opresión. Esta dicotomía identitaria también se refleja en la dualidad de víctima y victimario, que define las relaciones de poder en la comunidad.

### Pluralismo jurídico
1. El pluralismo jurídico se refiere a la coexistencia de múltiples sistemas legales dentro de una sociedad, donde las normas y valores comunitarios pueden prevalecer sobre los del Estado[6]. En el contexto de "El caso Huayanay",[5] la ejecución de Matías César Escobar por parte de la comunidad sirve como un ejemplo de pluralismo jurídico en acción. Ante la falta de respuesta de las autoridades estatales a múltiples denuncias y la persistente amenaza que representaba Escobar para la comunidad, esta optó por ejercer la justicia por sí misma. Aunque, esta acción puede parecer contraria al principio del Estado de derecho, en realidad representa una manifestación de pluralismo legal, donde la comunidad establece su propio sistema de justicia paralelo al sistema estatal. La ejecución de Escobar, aunque discutible desde una perspectiva legal estatal, ilustra la existencia de múltiples órdenes normativos coexistentes, donde las normas y valores comunitarios prevalecen sobre los del Estado.
2. La interacción entre el derecho consuetudinario y el sistema judicial estatal refleja la diversidad cultural, la pluralidad jurídica y la resistencia de la comunidad indígena frente a la imposición de un sistema legal externo.[7] Entonces, el derecho se concibe como una expresión de las costumbres arraigadas en una comunidad. En el caso de Huayanay,[5] estas costumbres y principios culturales desempeñan un papel crucial en la interpretación y aplicación de la justicia, destacando que el sistema legal es una manifestación concreta de las normas y prácticas arraigadas en la comunidad. Además, la interacción entre el derecho consuetudinario y el sistema judicial estatal en Huayanay no solo evidencia la diversidad cultural y la pluralidad jurídica, sino que también resalta la resistencia de la comunidad indígena ante la imposición de un sistema legal externo.

### Tradiciones legales indígenas
1. Las tradiciones legales indígenas en Huayanay se basan en sistemas de justicia comunitaria que implican participación colectiva y resolución de conflictos según normas consuetudinarias, evidenciando la vigencia de prácticas ancestrales en la vida cotidiana de la comunidad.[8]
2. La persistencia del sistema jurídico incaico en Huayanay refleja la resistencia de las comunidades indígenas ante la influencia del derecho estatal, interpretándose como un esfuerzo por preservar la identidad cultural y los valores tradicionales frente a la imposición de normativas externas.[9]
3. La falta de reconocimiento del sistema judicial estatal hacia las prácticas legales indígenas en Huayanay genera situaciones de discriminación y desigualdad, reflejando conflictos y desafíos en la interacción entre ambos sistemas jurídicos, un fenómeno documentado también en otras regiones[10].